# Marion Nunataks
Marion Nunataks är nunataker i Antarktis. De ligger i Västantarktis. Chile och Storbritannien gör anspråk på området.